# Silenci (pel·lícula de 2016)
|  | Aquest article tracta sobre la pel·lícula de Martin Scorsese. Si cerqueu la marca de motocicletes, vegeu «Scutum Logistic». |

Silenci (títol original, Silence) és una pel·lícula de drama històric de 2016 dirigida per Martin Scorsese i basada en la Silenci (1966) de Shūsaku Endō. S'ha subtitulat al català.

## Argument
Dos sacerdots jesuïtes portuguesos que s'enfronten a una persecució violenta quan viatgen al Japó de 1640, a buscar el seu mentor per a difondre els ensenyaments del cristianisme.

## Repartiment
- Liam Neeson: Pare Ferreira
- Andrew Garfield: Pare Sebastião Rodrigues
- Adam Driver: Pare Francisco Garrpe
- Ciarán Hinds: Pare Alessandro Valignano